# Náprava MacPherson

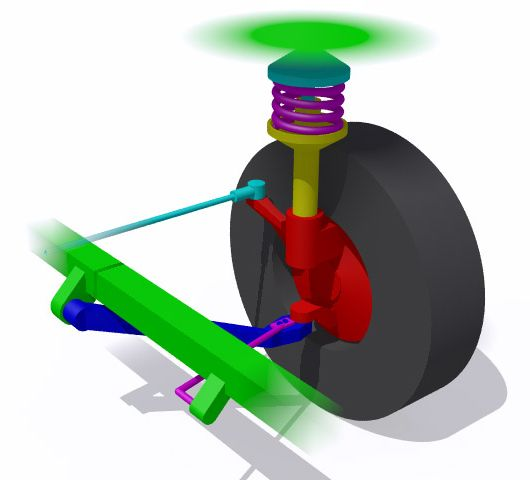
Jednoduchá polonáprava typu MacPherson u pravého předního kola vozidla s poháněnou zadní nápravou.
červeně = závěs kola
modře = dolní rameno
světle modře = řídicí tyč
fialově (dole) = stabilizátor
fialově (nahoře) = vinutá pružina
žlutě = válcová vzpěra obsahující tlumič pérování

Náprava MacPherson (též vzpěra MacPherson; místo MacPherson se používá též McPherson) je typ nápravy automobilu využívající osu teleskopického tlumiče pérování jako horní otočný bod závěsu kola. Široce se používá v moderních motorových vozidlech. Nese jméno konstruktéra Earle S. MacPhersona, který tuto konstrukci vyvinul inspirován návrhem Gudio Fornacy z automobilky Fiat ve 20. letech 20. století. Je možné, že byl inspirován také nápravou na francouzském Cottin-Desgouttes, kde se používala stejná konstrukce, ale s listovými pružinami. Přední náprava Cottin-Desgouttes byla pro změnu inspirována konstrukcí Waltera Chrisieho z roku 1904, který se zase inspiroval u rostlin.
Prvním vozem využívajícím nápravu MacPherson byl Ford Vedette v roce 1949, následně také Ford Consul (1951) a později Ford Zephyr. Konstrukce se používá pro přední nápravu, kde poskytuje rejdový čep a závěs kola. Podobná konstrukce pro zadní nápravu se správně nazývá Chapmanova náprava. Vyvinul ji Colin Chapman u automobilky Lotus na základě úpravy nápravy MacPherson. Tato náprava se někdy nesprávně označuje jako zadní náprava MacPherson.
Sestává z A-ramena nebo pružného prvku stabilizovaného dalším prvkem, který poskytuje dolní montážní bod pro závěs nebo hřídel kola.
Tento systém dolního ramena poskytuje příčné a podélné usazení kola. Horní část závěsu je pevně ukotvena v dolní části vzpěry, jejíž opačný konec je nahoře zamontován přímo do skeletu vozidla.
Ke skutečnému úspěchu náprava MacPherson potřebovala zavedení samonosné (též monokokové) konstrukce karoserie, protože potřebuje hodně svislého prostoru a pevné horní ukotvení, které samonosná karoserie může poskytnout, přičemž je výhodná též díky schopnosti rozkládat rázy. Náprava MacPherson obvykle obsahuje (v každé polonápravě) jak vinutou pružinu, kterou je vozidlo odpruženo, tak i tlumič pérování, který je obvykle v teleskopickém provedení a je zamontován do polonápravy. Obvykle je zde také řídicí rameno (spojené s řídicí tyčí) zabudované do dolní vnitřní části.
Celý komplet je velmi jednoduchý a může být představován jako funkční celek. Díky nepřítomnosti horního ramena je k dispozici více příčného prostoru pro motor, což je užitečné pro malé vozy, částečně s příčně montovanými motory, které má většina automobilů s poháněnou přední nápravou. Lze to ještě dále zjednodušit, je-li třeba, náhradou kyvného ramena torzní tyčí. Z těchto důvodů se náprava MacPherson stala všudypřítomnou u nízkonákladových výrobců. Navíc nabízí také jednoduchou metodu pro seřizování geometrie nápravy.

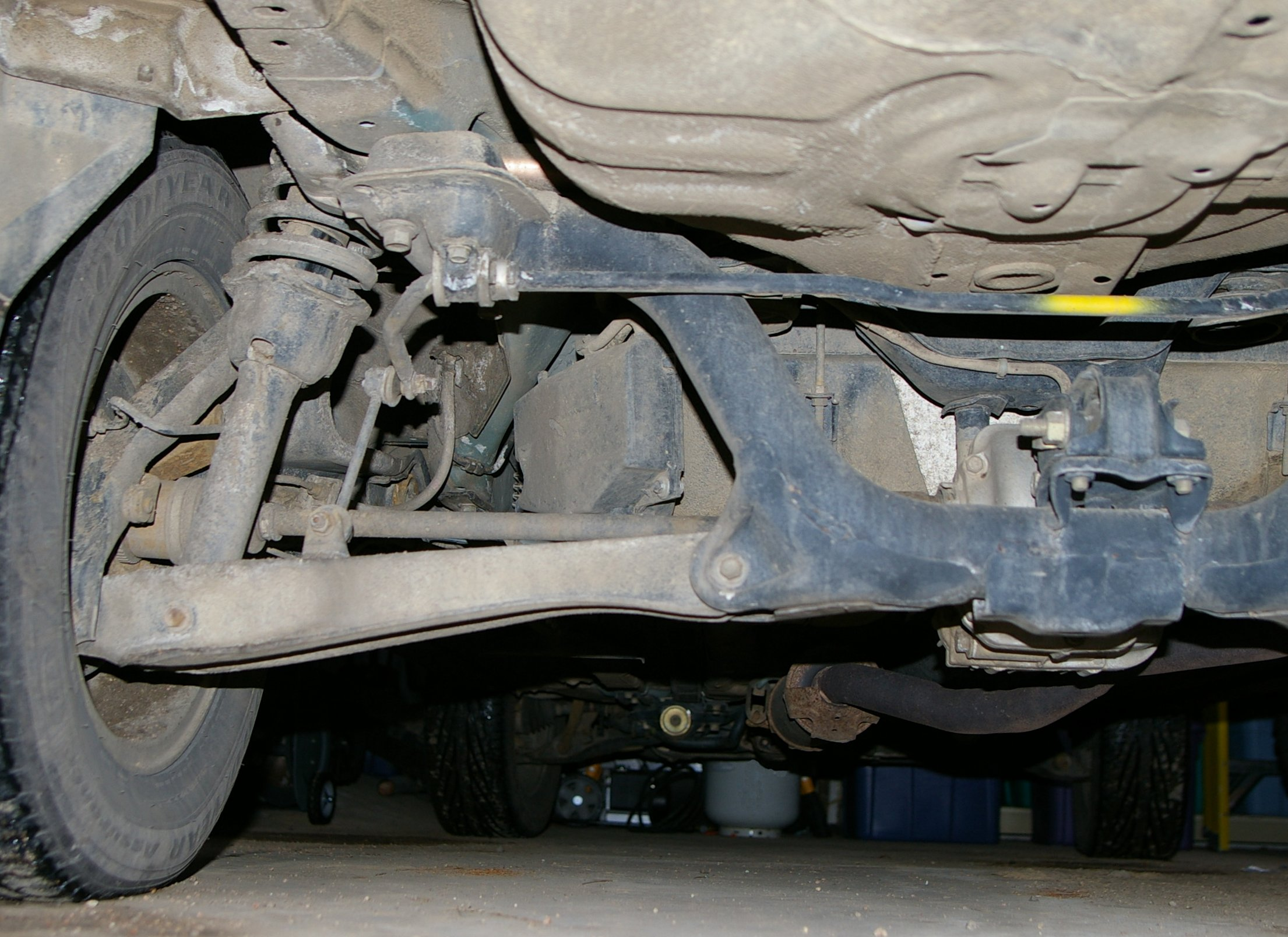
Příklad zadní nápravy MacPherson na vozidle s pohonem všech kol.

Přestože je tato náprava populární volbou díky své jednoduchosti a nízkým výrobním nákladům, má tato konstrukce několik nevýhod s dopady na jízdní vlastnosti a ovladatelnost vozidla. Geometrická analýza ukazuje, že náprava nemůže umožnit svislý pohyb kola bez určité změny buď odklonu kola nebo rozchodu, anebo obojího. Obecně nelze očekávat tak dobrou ovladatelnost jako u rovnoběžníkové nápravy, protože poskytuje konstruktérům menší volnost ve volbě změny odklonu a centra otáčení. Kolo má tendenci se vyklánět s vozidlem, což vede k nedotáčivosti.
Jinou nevýhodou je tendence přenášet hluk a vibrace z vozovky přímo na rám vozidla, což vede k vyšší úrovni hluku a "nelibozvučnému" pocitu z jízdy v porovnání s rovnoběžníkovou nápravou. To nutí výrobce přidávat zvláštní odhlučňovací a izolační mechanismy. Kvůli větším rozměrům a robustnosti, a kvůli většímu stupni spojení se strukturou vozidla, když se tlumič pérování opotřebuje, jeho výměna je relativně drahá v porovnání s výměnou jednoduchého tlumiče. Avšak i přes tyto nevýhody se náprava MacPherson používá i u vysoce výkonných vozů, jako je Porsche 911, všechny vozy BMW kromě X5 z roku 2007, a u různých modelů značky Mercedes-Benz.